# Єврейська історія
Історія єврейського народу — історія релігії і культури євреїв. Вона охоплює майже чотири тисячі років і сотні інших різних народів, їхню релігію і культуру, з якими протягом усієї своєї історії взаємодіяв єврейський народ. Істотна частина єврейської історії пов'язана з територією, яка сьогодні називається державою Ізраїль.

За Біблією, євреї ведуть своє походження від біблійних патріархів Авраама, Ісаака та Якова, які жили в землі Ханаан з XVIII століття до н.е. Під час римського періоду євреї були розсіяні та поширилися по всьому світу в так званій діаспорі. Після геноциду євреїв під час Другої світової війни було створено державу Ізраїль. (Сучасна історія Ізраїлю розглядається в окремій статті Історія Ізраїлю).

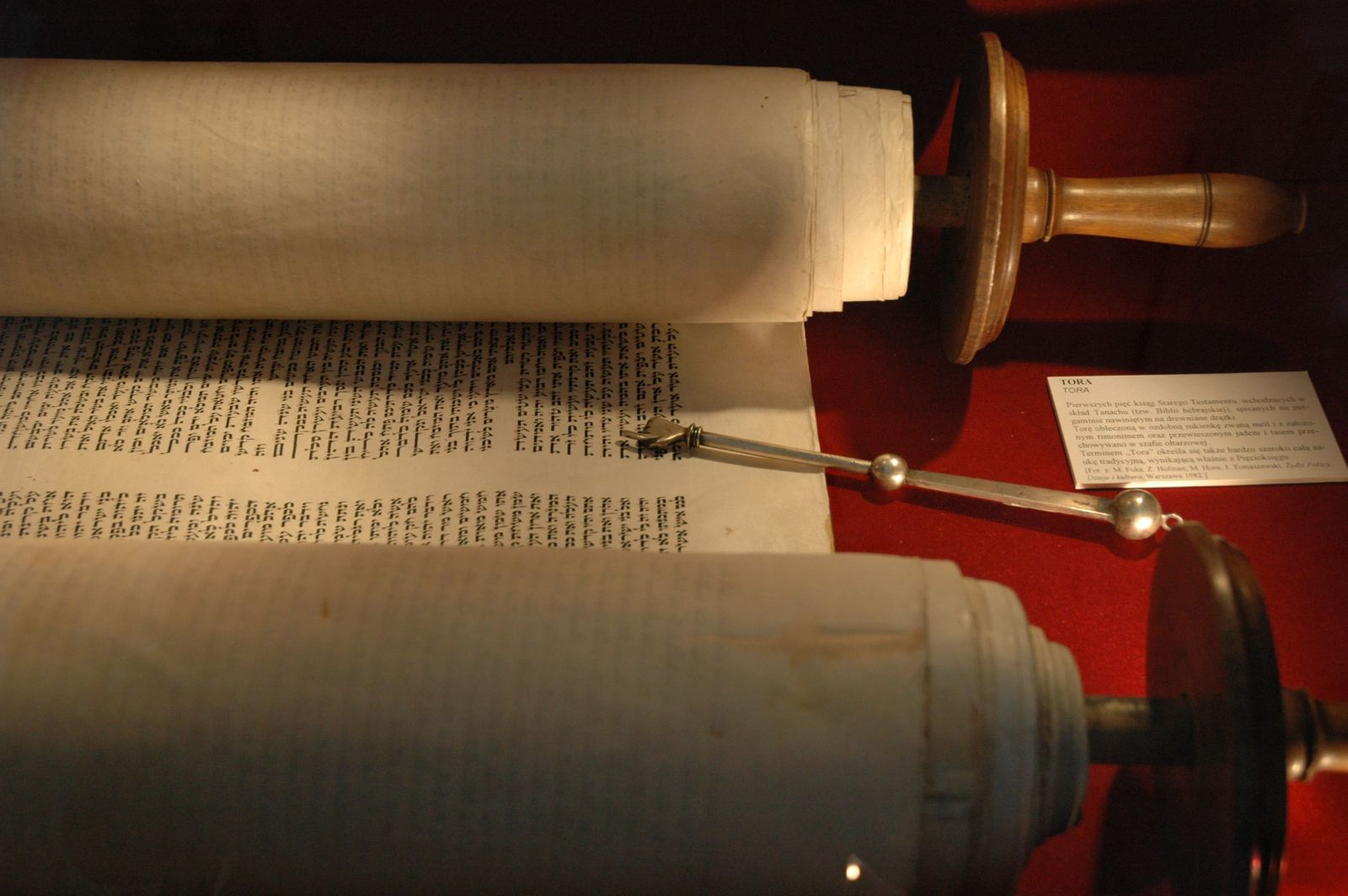
Сувій Тори.

## Передумови
Історія євреїв починається з їхнього відокремлення зі семітських народів, що проживали в північній Месопотамії.

## Найдавніша (біблійна) історія (XX–XIст. до н.е.)
Початок єврейської історії пов'язано з біблійної епохою. Біблійна історія єврейського народу охоплює період від появи євреїв на арені історії за часів Авраама як родоначальника єврейського народу до заснування Ізраїльського царства.
Основним джерелом для вивчення давньої історії єврейського народу слугує Старий Завіт (Танах).
Як нація стародавні євреї сформувалися в 2-му тисячолітті до н. е. на території стародавнього Ханаану. Географічно «національний осередок» єврейського народу виник на «перехресті» Стародавнього світу — там, де зустрічаються шляхи, що ведуть в Месопотамію і Єгипет, Малу Азію і Аравію, а також Африку. За Біблією, остаточно єврейський народ сформувався унаслідок Виходу з Єгипту під керівництвом Мойсея і прийняття Закону Тори біля гори Синай.
Племена євреїв, які прийшли в Ханаан, були розділені на Дванадцять колін — племен, що вели своє походження від синів Якова-Ізраїля.
За однією з версій, це сталося внаслідок інтеграції семітомовних скотарів-кочовиків середньої течії Євфрату та хліборобів оаз Ханаану. Єврейські племена, нащадки Авраама, котрий розпрощався в давнину зі своєю батьківщиною в родючій Месопотамії, поступово захопили землі ханаанских народів і стали називати Ханаан Землею Ізраїлю.

## Давня історія (XI–IVст. до н.е.)

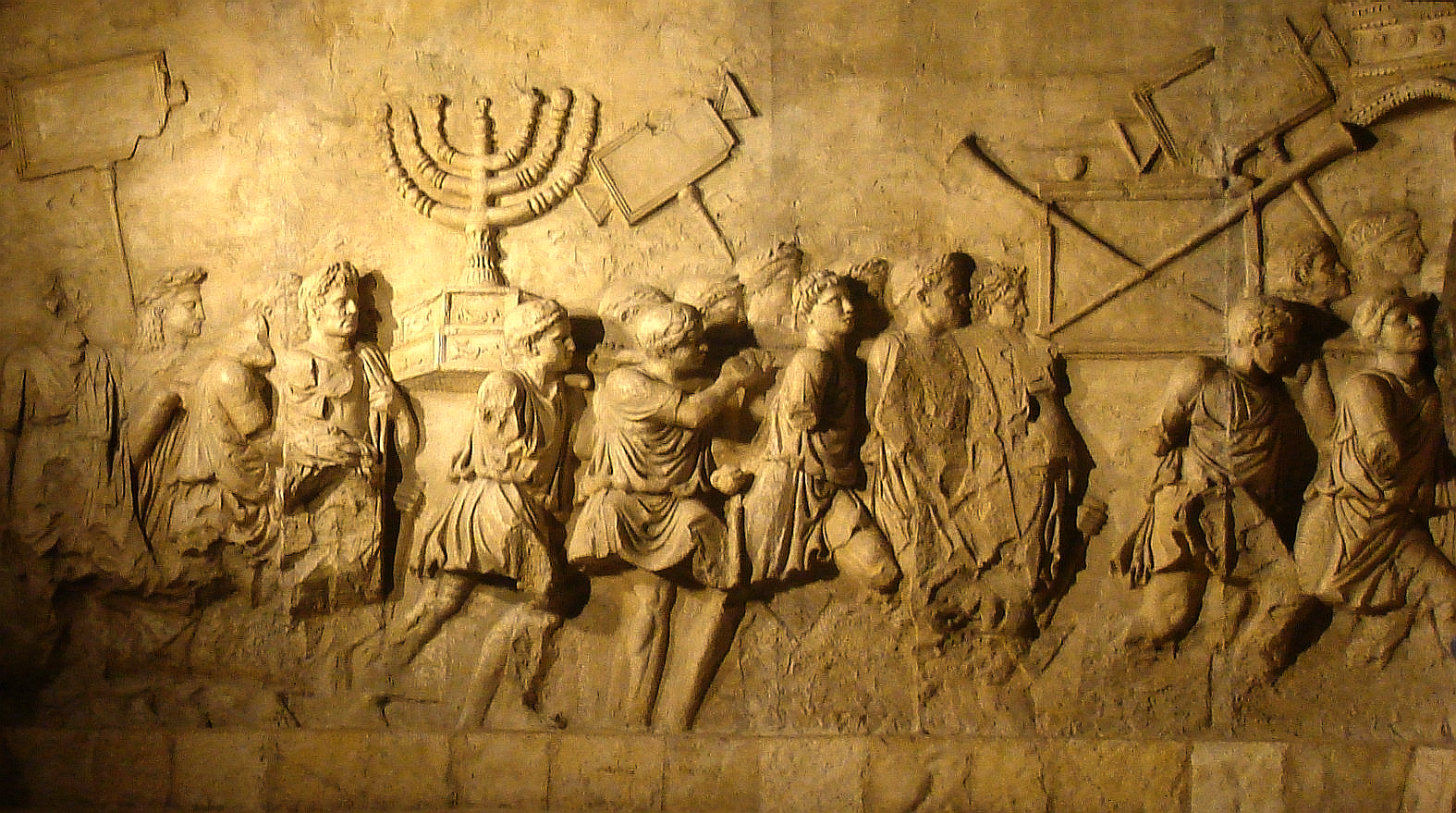
Арка Тіта. Зруйнування Єрусалимського Храму

Основним джерелом для вивчення давньої історії єврейського народу слугує Старий Завіт (Танах). Важливим джерелом є також твори Йосипа Флавія («Юдейські старожитності» та «Юдейська війна»), Філона Александрійського та ін.
Після завоювання Ханаану настав довгий період Епохи Суддів. Безвладдя не подобалося народу, тому за його наполяганням було вибрано царя і проголошено Ізраїльське царство. Спочатку це був Саул, а потім Давид. Його син Соломон збудував Єрусалимський храм, але за його наступників Ізраїль розпадається на два царства: Юдейське царство та Північно-Ізраїльське царство. Розділені царства підпадають під влади Ассирії, а згодом Вавилону, Персії та Греції. Після ассирійського полону зникає 10 племен, які становили собою Північне царство.
У 165 р. до н. е. відбувається повстання і країна виборює незалежність. Встановлюється династія Хасмонеїв. На честь перемоги було встановлено свято Ханука.
Занепад Юдеї з часу останніх Хасмонеев, гніт антинаціональної політики влади Ірода, свавілля і насильства римських прокураторів викликали сильне невдоволення народу, що розбився на ворогуючі між собою партії. Найбільш відомі фарисеї, садукеї, зілоти.
27–30 — за Євангелієм на ці роки припадала основна діяльність Ісуса Христа. Його перші учні, а також апостол Павло були євреями (юдеохристиянство).
66 — початок Першої Юдейської війни. В її ході римські війська Тита взяли Єрусалим (70 р.) і зруйнували Храм. За словами Тацита в 66–70 рр. було вбито та продано в рабство понад мільйон євреїв.
132–136 р — повстання Бар-кохби. Після поразки у війні велике число юдеїв було виселено з Палестини. Головний центром єврейського життя стає Вавилон.

## Епоха діаспори

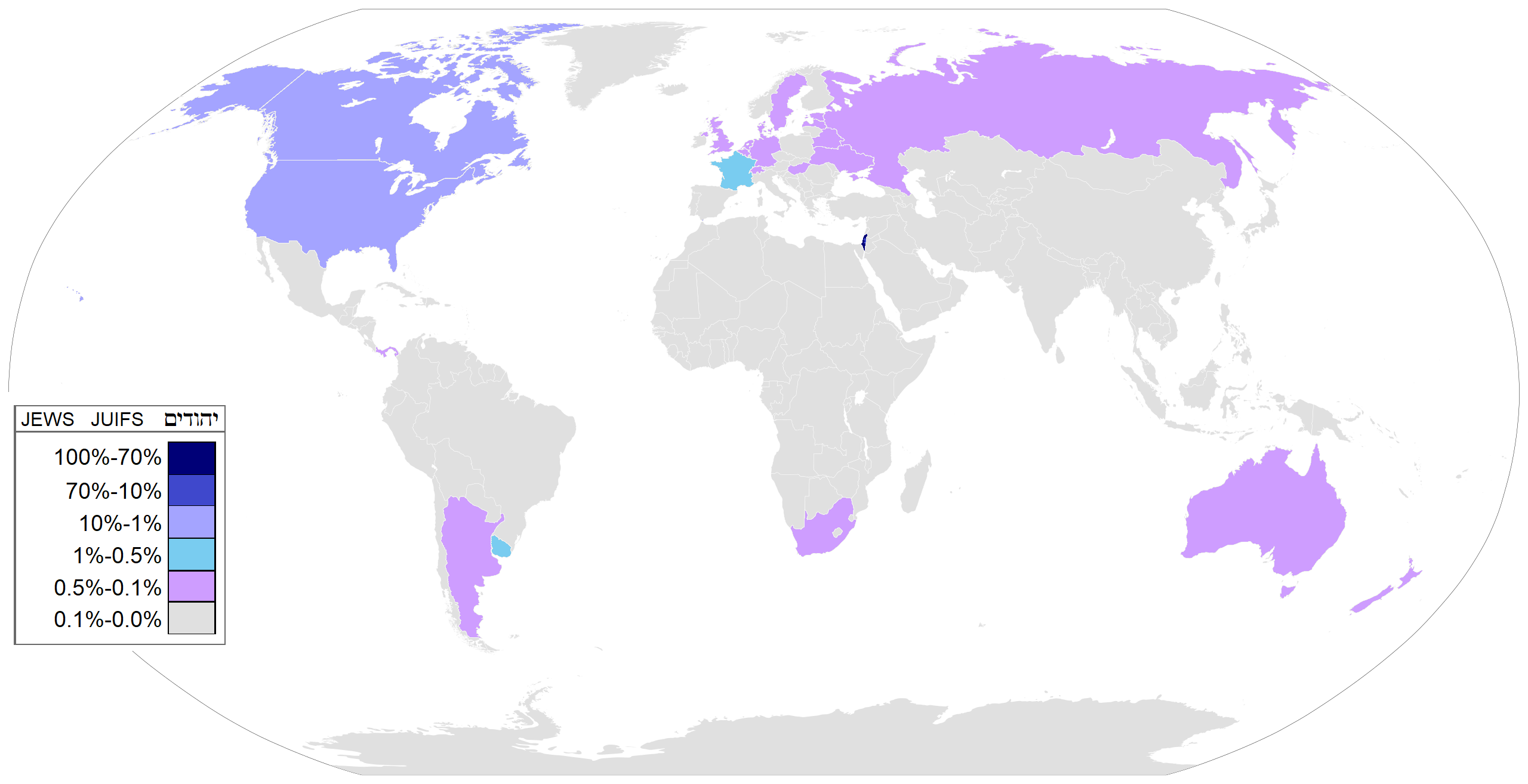
Відсоток юдеїв за країнами в усьому світі у XXI столітті.

### Період Мішни й Талмуду (I–VIIст.)
Зміцнення єврейських громад, розвиток духовного життя народу за відсутності власної держави. Створення канонічного літературного корпусу Усної Тори (Талмуд), що визначає світоглядні установки юдаїзму.

### Раннє Середньовіччя (VI–IXст.)
Існування єврейських громад у діаспорі між двома цивілізаціями — християнством та ісламом. Формування основних інститутів громадського самоврядування. У цей час євреї більше намагалися закріпитися в арабських країнах, де було менше антисемітизму.
- 711–1090 — Золота доба євреїв в Аль-Андалус (сучасна Іспанія);
- 740 — прийняття юдаїзму в Хозарському каганаті.

### Високе та Пізнє Середньовіччя (X–XVст.)
З початком хрестових походів посилюється переслідування євреїв як в Європі, так і в арабських країнах. У XII столітті в Іспанії та Північній Африці значне число євреїв було насильно навернено в іслам мусульманськими фанатиками Альмохадами. З XIII ст. у Західній Європі стали поширюватися криваві наклепи проти євреїв, за якими пішли додаткові антиєврейські постанови католицької церкви. У 1290 році євреї були вигнані з Англії, в 1394 році — з Франції. У 1492 році після завершення Реконкісти їх було вигнано із Іспанії (Альгамбрський едикт).
У той же час королі Польщі Болеслав II Благочестивий (1264) і Казимир III (1334–67) дарували польським євреям грамоти, в яких євреям було надано різні права та пільги.

### Новий час (XVI–XVIIIст.)
Перебудова середньовічного суспільства під впливом нових суспільно-політичних поглядів (абсолютизм, меркантилізм, Просвітництво), а також зростання секуляризації суспільства призвели до переосмислення традиційного ставлення до євреїв у Європі. Перехід від Середньовіччя до Нового часу ознаменувався початком визвольного руху, поетапним наданням євреям рівних із неєвреями цивільних прав. Емансипація призвела до виникнення різноманітних контактів між євреями та їхніми сусідами: євреї проникли в усі сфери суспільного та культурного життя.
У середині XVI століття на польських землях проживало 80 % усіх євреїв світу. Але в XVII ст. під час козацьких набігів у Речі Посполитій євреї сильно постраждали особливо в епоху Богдана Хмельницького і Гайдамаччини. Руйнування єврейського життя у південно-західній частині польської держави створило сприятливий ґрунт для містичних рухів і сектантства.
Після перемоги англійської революції 1640 року над абсолютизмом і клерикалізмом Тюдорів євреям дозволено було знову селитися в Англії.

### Перехідний час (1750–1795рр.)
Після війни за незалежність США було прийнято закони, що закріпили рівність євреїв із іншими громадянами. Емансипація євреїв у Західній Європі почалася з Великої французької революції. У 1791 році євреї Франції отримали загальні цивільні права.

### Новітній час (XIX–XXст.)
Формування національних ідеологій в Європі призвело до уповільнення процесу інтеграції євреїв у навколишньому суспільстві. Як реакція на їх діяльність та активну присутність у різних сферах життя національних держав, отримали поширення антисемітські концепції. Разом з тим під впливом загального національного пробудження народів Європи виник сіоністський рух, що поклав початок творення єврейського «національного центру» в Палестині. Зростання антисемітизму, пов'язане з національним самоствердженням народів Європи на рубежі XIX–XX століть, призвело до розмаху сіоністського руху, особливо серед асимільованого єврейства.
З приходом до влади в країнах Європи ряду ультраправих режимів, передусім німецьких націонал-соціалістів, почалися масові переслідування євреїв. Під час Другої світової війни на територіях, що перебували під контролем німецьких нацистів і їхніх союзників, проводився геноцид (голокост), внаслідок якого було знищено близько 6 млн. євреїв.

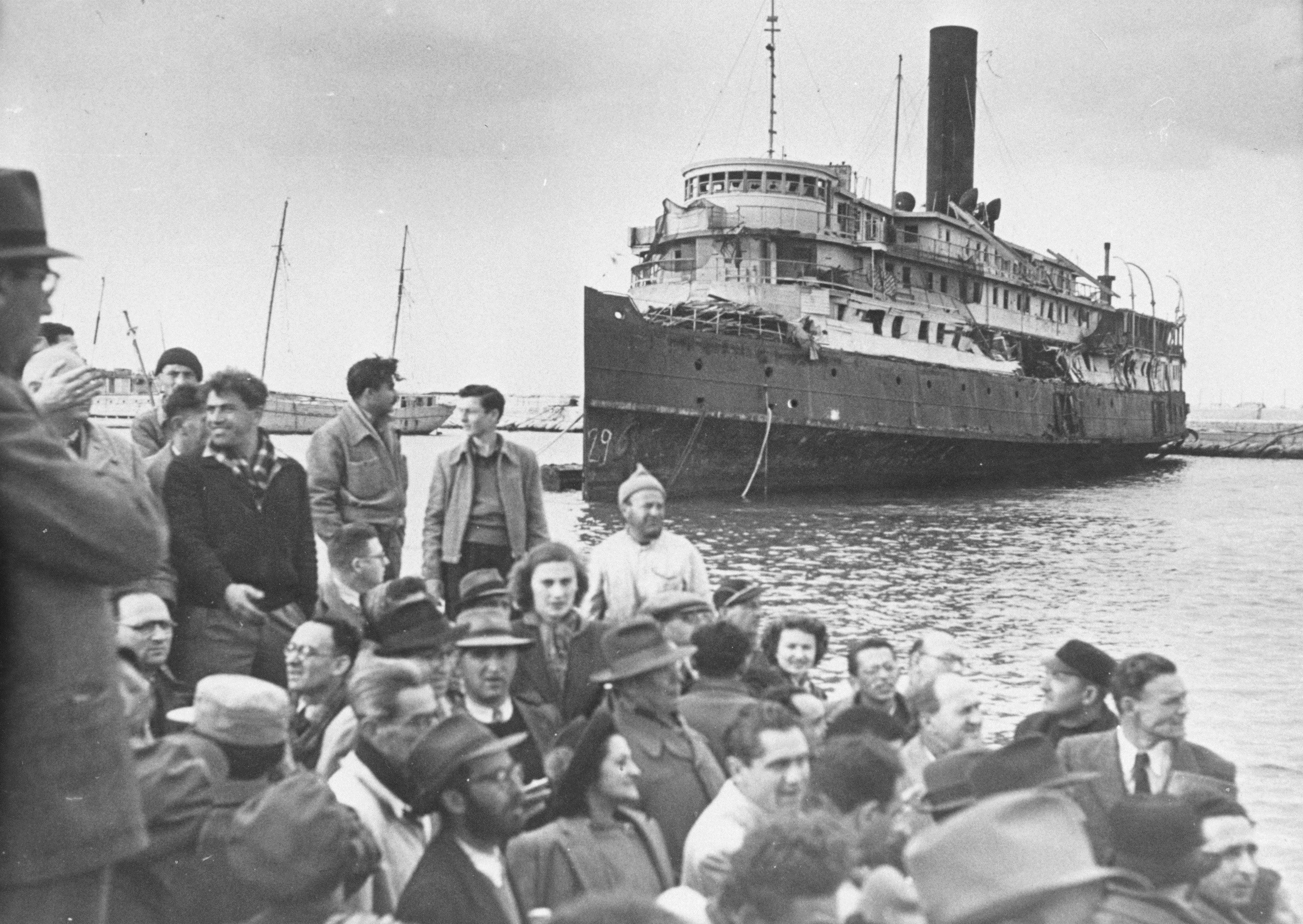
Єврейська імміграція в Землю Ізраїлю

## Сучасна історія (після 1945 року)
Масове знищення євреїв Європи спонукало народи світу погодитися на відродження єврейської національної держави Ізраїль зі столицею в Єрусалимі. Зміцнення держави Ізраїль відбувається в умовах безперервного арабо-ізраїльського конфлікту, а сучасна єврейська діаспора слугує опорою Ізраїлю.